# Ekologiczne uwolnienie

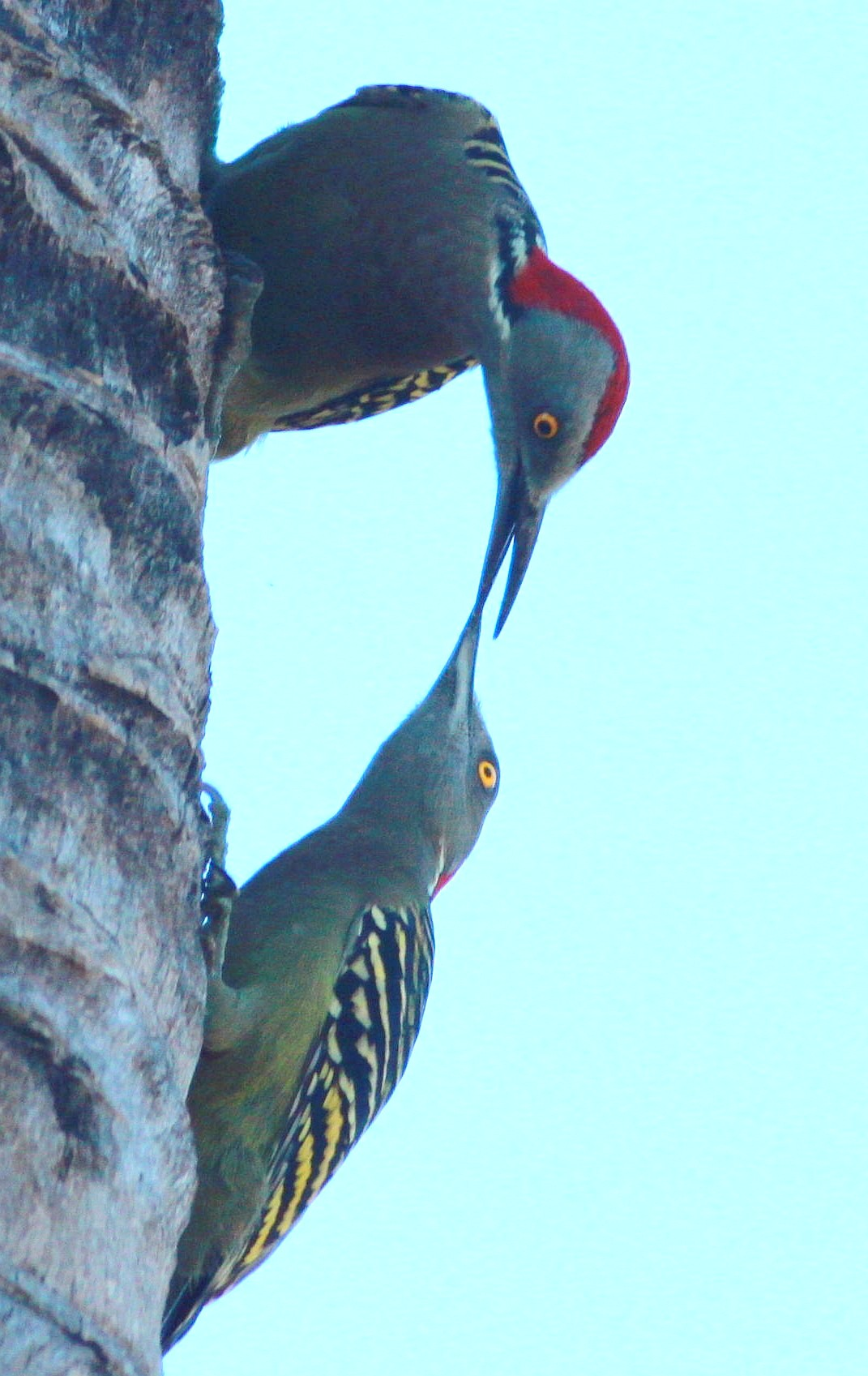
Dzięciur płowy jako jedyny gatunek dzięcioła na Haiti wykazuje dymorfizm płciowy niespotykany wśród dzięciołów kontynentalnych

Ekologiczne uwolnienie (ang. ecological release) – zjawisko polegające na wykorzystywaniu szerszych zasobów środowiskowych w sytuacji występowania gatunku czy populacji bez obecności konkurentów.
Dany gatunek, a nawet populacja może występować na pewnej części swego występowania samodzielnie, a na innym obszarze sympatrycznie z innym gatunkiem, wykorzystującym podobne zasoby środowiska. Na tym pierwszym obszarze gatunek będzie korzystał z szerszego zakresu dostępnych zasobów środowiskowych, także siedlisk.
Ekologiczne uwolnienie obserwowane jest w sposób powtarzalny w różnych miejscach. Najbardziej ewidentne przykłady pochodzą jednak z wysp. Można tu wskazać na przykład zięb Darwina. Oto na północny wschód od wysp Galapagos znajduje się samotna Wyspa Kokosowa. Zamieszkuje ją zięba Darwina nienarażona na konkurencję z innymi, podobnymi do niej gatunkami. Zięby Darwina występują także na Galapagos, gdzie spotyka się ich liczne podobne do siebie gatunki. Osobniki z Wyspy Kokosowej cechują się jednak bardziej zróżnicowanym jadłospisem oraz stosują bardziej zróżnicowane metody żerowania niż jakikolwiek gatunek zięb z Galapagos. Brak konkurencji na Wyspie Kokosowej wiąże się właśnie z uwolnieniem ekologicznym. Inny przykład tego zjawiska dotyczy dzięciołów. Wyspę Haiti zamieszkuje pojedynczy gatunek dzięcioła, Melanerpes striatus, natomiast Amerykę kontynentalną cechuje większa różnorodność tych ptaków. U gatunku wyspowego obserwuje się znaczny dymorfizm płciowy dotyczący długości dzioba i języka, dzięki któremu osobniki pierwszego gatunku różnych płci żerują w odmienny sposób i w innych miejscach. Korzystają przez to z szerszego zakresu pokarmu. Natomiast dzięcioły kontynentalne, narażone na konkurencję ze strony swych pobratymców, takiego dymorfizmu nie przedstawiają.
Zjawisko większych różnic dzielących osobniki dwóch współwystępujących na danym obszarze gatunków nazywa się z kolei sympatrycznym rozszczepieniem cech.